# Claus Clausen (atlet)
 Der er flere personer med dette navn, se Claus Clausen.
Claus Clausen (født 1963) er en tidligere dansk langdistanceløber, som løb for Københavns IF. Han deltog 1990 på det danske hold ved verdensmesterskaberne i cross i Aix-les-Bains i Frankrig hvor det individuelt blev en 156. plads. Samme år blev London Marathon løbet på 2 timer og 18 minutter. Han Har siden 2005 været formand for Viking Atletik på Bornholm. 

## Danske mesterskaber
- Guld 1990 12 km cross - hold